# Rotenturmtor

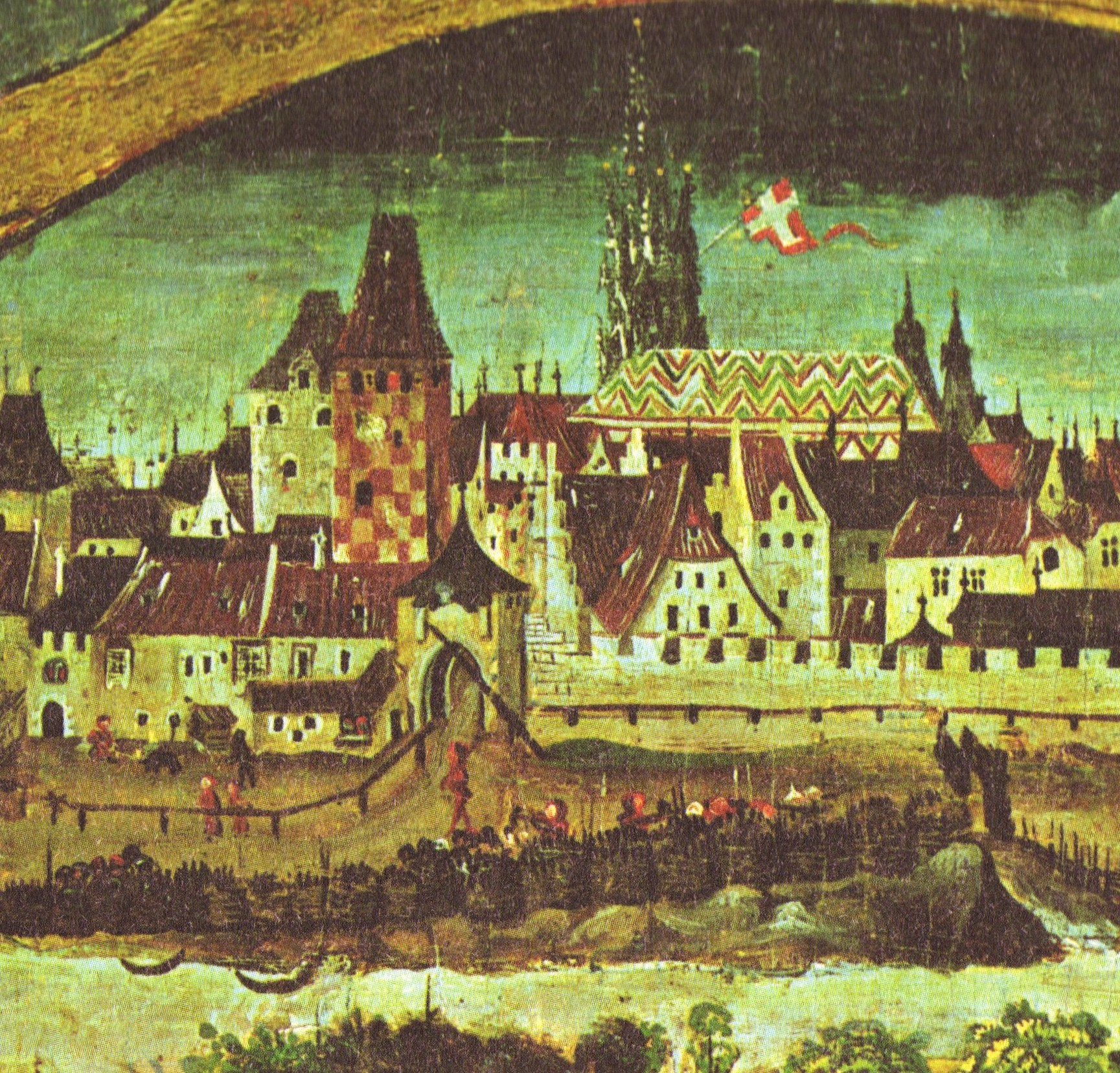
Der Rote Turm um 1490. Davor ist das Rotenturmtor der alten Wiener Stadtbefestigung zu erkennen, rechts im Hintergrund der Stephansdom

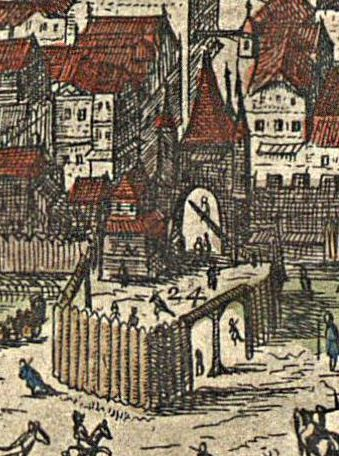
Ausschnitt aus einer Vogelschau auf Wien aus dem Jahre 1609 von Hoefnagel in einem Nachdruck aus dem Jahre 1640 von Visscher

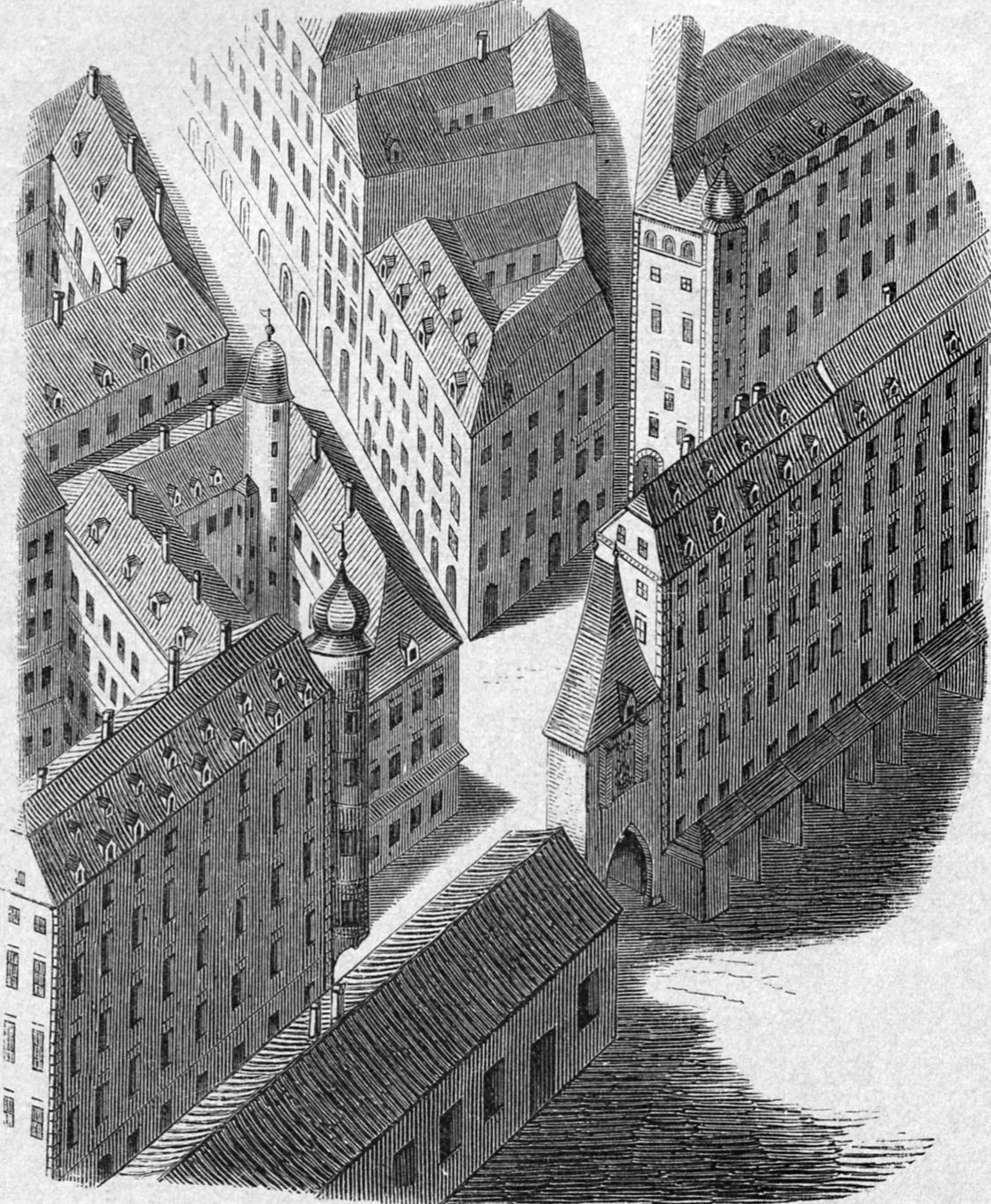
Der rote Turm zwischen 1710 und 1776 aus der Vogelperspektive. Aus: Wilhelm Kisch: Die alten Straßen und Plätze Wiens und ihre historisch interessanten Häuser (1883)

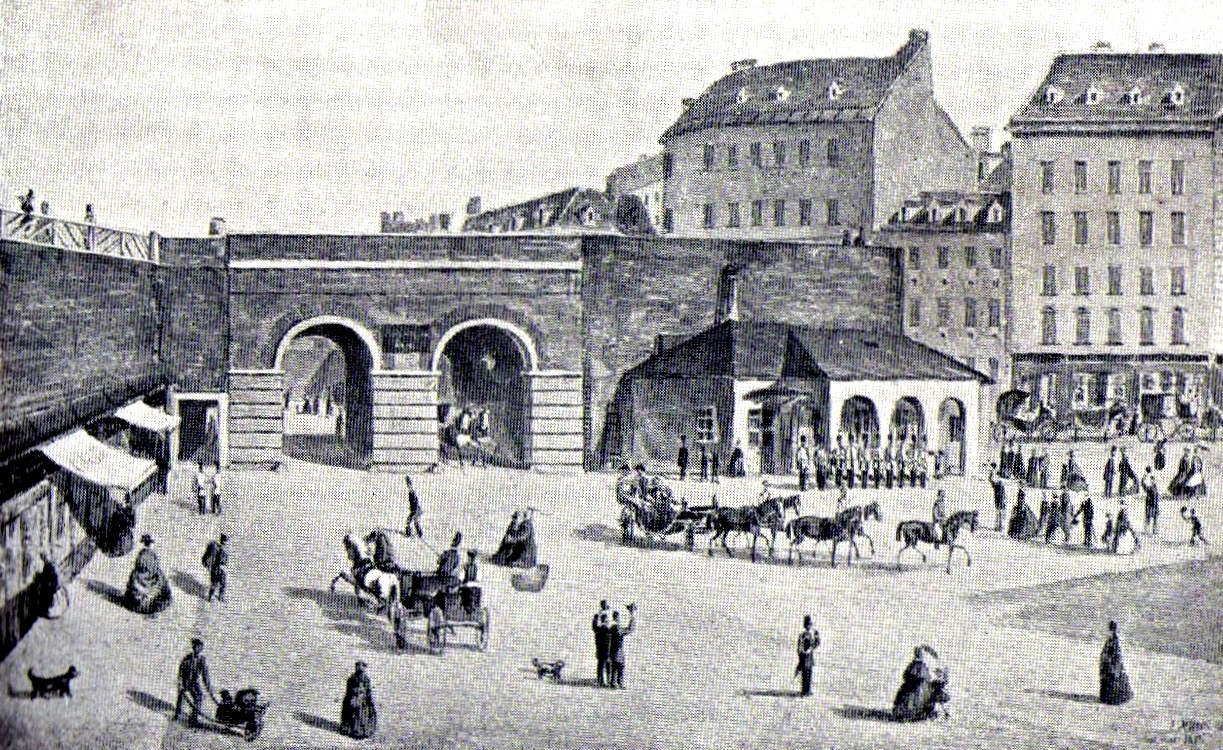
Das „neue“ Rotenturmtor von innen, etwa 1840, veröffentlicht 1908

Geradeaus das Laurenzertor für die Fußgänger und nach rechts das Rotenturmtor zum Fahren, spätestens 1858

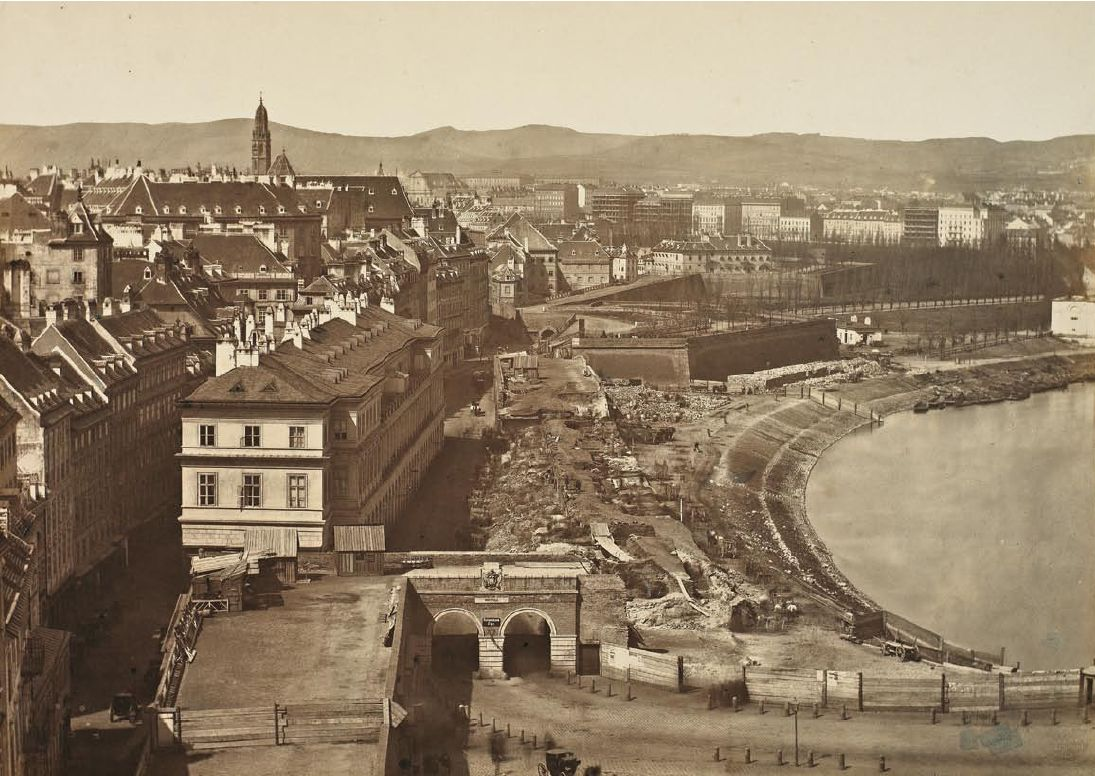
Das „neue“ Rotenturmtor von außen bei Beginn der Abrissarbeiten im April 1858, von der Franz-Josephs-Kaserne aus fotografiert.

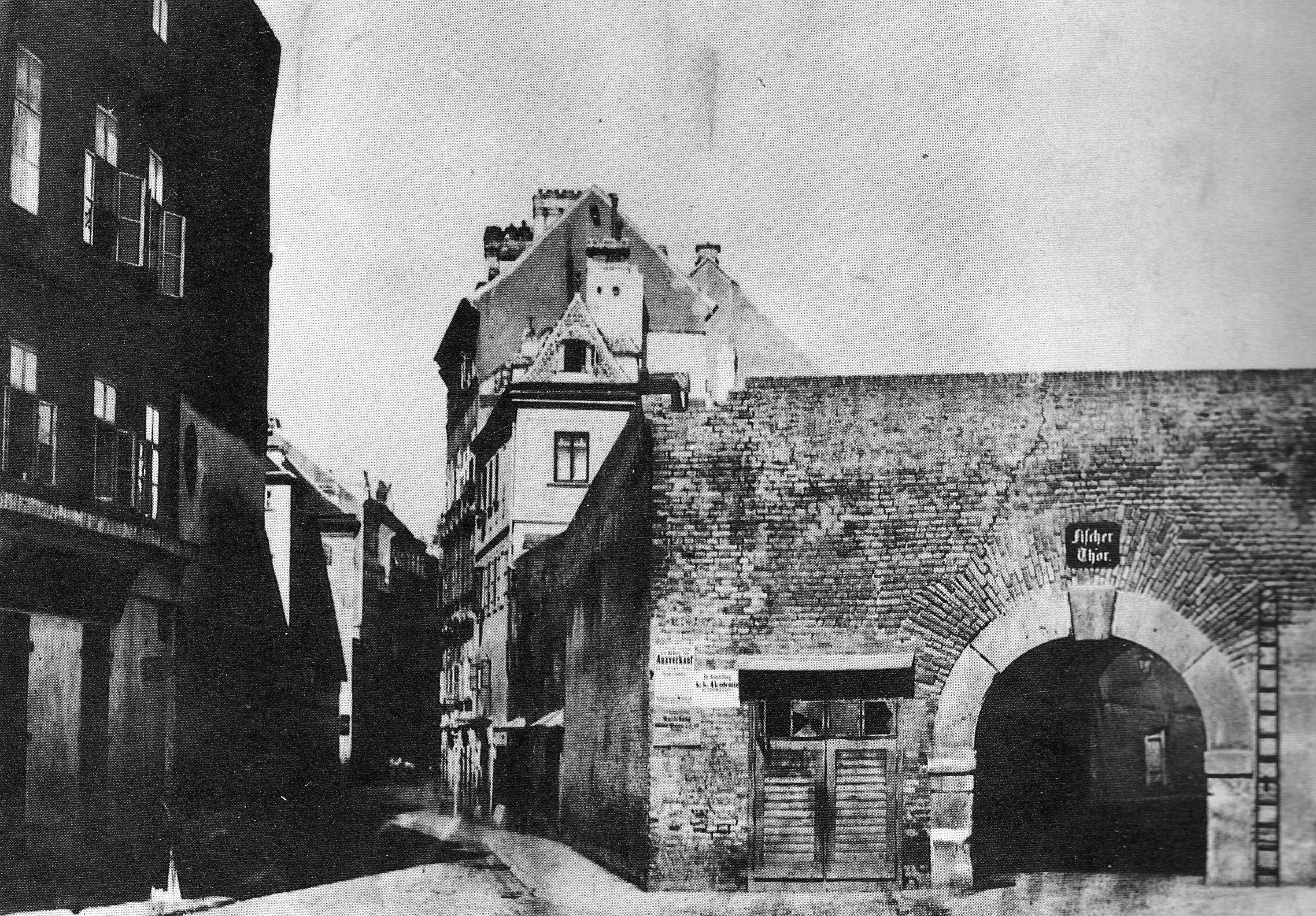
Das Fischertor von innen, kurz vor dem Abriss 1858/1859

Der Rote Turm (alte Schreibweisen: rother Thurm, selten rother Turm, roter Thurm, Rottem Thurm, lat. ruffa turri, ital. Porta Rossa) war ein Teil der mittelalterlichen Stadtbefestigung Wiens.

## Geschichte
Die 1511 gebaute Version mit eingebautem Tor bestand als Wahrzeichen bis zu seiner Abtragung aus verkehrstechnischen Gründen im Jahr 1776. Schon 1662 wurde davor eine neue Befestigungsanlage mit zwei Haupttoren gebaut, wobei sich der Name Rotenturmtor (auch Rotenturm-Tor, Rothenthurm-Thor, rothen Thurm-Tor, rothe Thurmthor, roten Thurmthor) auf das flussabwärts liegende übertrug. Es bestand bis 1858, als begonnen wurde, die Stadtmauer für die Stadterweiterung komplett abzureißen. Sowohl das alte als auch das neue zählten zu den wichtigsten Stadttoren Wiens, da sie zum Wiener Arm der Donau führten, dem heutigen Donaukanal, auf dem Passagiere und Fracht nach Wien verschifft wurden. Flussaufwärts befand sich das Fischertor, das 1859 abgerissen wurde. In nächster Nähe befanden sich noch zeitweise das Laurenzertor für Fußgänger beim Rotenturmtor und das zur Donau führende Wassertor bzw. das Schanzel Tor zwischen Rotenturmtor und Fischertor.
Der Rote Turm ist erstmals 1288 belegt. Bis in das 15. Jahrhundert wurde er als schlankes, viereckiges Gebäude mit spitzem, rotem Ziegeldach dargestellt, dessen Fassade in Gevierten rot-weiß gefärbt war. Die älteste Darstellung von der Donauseite her ist im Babenbergerstammbaum um 1490 enthalten. Das Rotenturmtor befand sich damals neben dem Turm. 1368 wurde erstmals die etwas stromabwärts liegende Schlagbrücke erwähnt, die bis 1782 die einzige feste Verbindung zwischen der Stadt und der Unterer Werd genannten Donauinsel mit der auf ihr entstandenen Leopoldstadt und damit Ausgangspunkt eines wichtigen Fernwegs von Wien nach Norden und Osten war. Heute überspannt an dieser Stelle die Schwedenbrücke zur Taborstraße den Donaukanal, nicht zu verwechseln mit der erst 1906 erstmals eröffneten Marienbrücke, die eine direkte Verlängerung der Rotenturmstraße in den 2. Bezirk darstellt.
Kaiser Maximilian I. ließ den Turm, da er bei der Belagerung Wiens durch Matthias Corvinus Schäden erlitten hatte, ab 1511 von Grund auf umbauen. Es wurde daraus ein einstöckiger Torturm mit spitzem Dach und vier Ecktürmchen und einer spitzbogig überdeckten Durchfahrt, der auf der Stadtseite ausgeschmückt wurde. Eine Abbildung zeigte Maximilian und neben ihn die Schilde von Österreich und Burgund zwischen zwei ritterlichen Fahnenträgern und das Wiener Wappen in der Form des doppelköpfigen Adlers mit weißem Kreuz auf rotem Schild und der Jahreszahl 1511. Eine lateinische Inschrift dazu lautete:
Quam felix urbs est, quae pacis tempore bellum

Ante oculos ponit, et sua quaeque notat

Incassum vigilat, qui custodire putabit

Urbem armes, si non arma Dei affuerint,

Sed Deus et Virtus tutantur MAXIMILIANI

Caesaris haec urbis moenia cum populo.
Überdies gab es folgende deutsche Aufschrift:
Welcher kompt durch diese Port,

Dem rath ich mit getreuem Wort,

Daß er hält Fried in dieser Stadt,

Oder er macht ihm selbst Unrath,

Daß ihn zwei Knecht zum Richter weisen,

Und ihn schlagen in Stock und Eisen.
Im 16. Jahrhundert scheint hoch im Inneren des Torbogens auch die so genannte „Speckseite“ (aus Holz) montiert worden zu sein, von der es hieß, es dürfe sie nur jener Mann abnehmen, der nicht unter der Fuchtel seiner Frau stehe. Daneben stand die Inschrift:
Befind sich irgend hier ein Mann,

Der mit der Wahrheit sprechen kann,

Daß ihm sein Heyrath nicht grauen,

Und fürcht sich nicht für seiner Frauen,

Der mag diesen Backen herunter hauen.
Der Sage nach habe nur einziger Mann sich je daran gemacht, die Speckseite abzumontieren, dies aber dann doch mit je nach Version unterschiedlichen Gründen unterlassen, um nicht allenfalls die Hose zu zerreißen oder zu beschmutzen und dafür von seiner Frau gescholten zu werden, was ihm viel Gelächter der Zuschauer einbrachte. Die Speckseite blieb bis in die Mitte des 18. Jh. hängen. Durch das Rotenturmtor erfolgten oftmals prunkvolle Einzüge der von Krönungen oder Kriegen heimkehrenden Herrscher.
Von 1662 bis 1664 wurde vor der mittelalterlichen Stadtmauer und dem Turm eine neue Befestigungsanlage mit der kleinen und der großen Gonzagabastei (anfangs Wasser Schanz Bastei) und dazwischenliegender Kurtine gebaut. Damit wurde der Umbau der Wiener Stadtmauern zur Bastionsbefestigung abgeschlossen, die angrenzende Biber-Bastei sowie die Minch- bzw. Neuetor- bzw. Elend-Bastei bestanden schon längere Zeit. Der rote Turm verlor damit seine verteidigungstechnische Rolle, wurde aber zunächst nicht abgerissen. Mit der neuen Mauer ergab sich zuerst die Situation einer Art Zwinger, aus dem vor allem drei Wege führten.
- Der erste war das später als Altes Rotenturmtor bezeichnete, das nach Nordosten wies und jetzt aus dem Zwinger in die Stadt führte.
- Das neue Tor stromabwärts hinter der kleinen Gonzagabastei mit zwei Durchfahrten zeigte nun nach Südosten und übernahm den Verkehr zur Schlagbrücke. Zuerst wurde es unterer Ausgang, untere Fallen, Unterfall, italienisch Porta Rossa detta L'uscita inferiore genannt, immer wieder Leopoldstädter Tor, später Neues Rotenturmtor und schließlich ganz einfach Rothe Thurmtor bzw. Rotenturmtor.
- Das neue Tor stromaufwärts hinter der großen Gonzagabastei hatte nur eine breitere Durchfahrt und wies nach Nordwesten. Es wurde zuerst obere Fallen, Oberfall, italienisch Porta Rossa detta L'uscita superiore bezeichnet und erhielt mit der Zeit den Namen Fischerthor. Dieses war im Jahre 1711 das einzige, welches groß genug war, um mit der alten Pummerin, der Hauptglocke der Kirche, in die Stadt zum Stephansdom zu gelangen.
  - In der Kurtine bestanden zeitweise ein bzw. zwei Tore Richtung Nordosten direkt zur Donau. Eines wurde vorerst Wasser-Thörlein bzw. Wassertor genannt, ein anderes später Schanzel Thor.
  - Als der Verkehr stärker wurde, kam beim neuen Rotenturmtor Richtung Biberbastei um die Ecke das nach Nordosten direkt auf die Schlagbrücke weisende Laurenzertor nur für Fußgänger dazu. Es wird selten eigens erwähnt und meist in Einheit mit dem Rotenturmtor betrachtet.

Nachdem das Kärntner Tor ab 1626 die ganze Nacht offen gehalten worden war, geschah dies ab 1673 auch beim Rotenturmtor. Es folgten 1706 das Schottentor und 1717 das Stubentor.
1776 wurde der Rote Turm schließlich abgetragen, um die Passage zu erweitern. An Stelle der mittelalterlichen Stadtmauer waren schon längst Häuser entstanden und dahinter die nach 1945 aufgelassenen Verkehrsflächen Adlergasse und Kohlmessergasse. Um 1710 wurde das hinter dem Roten Turm gelegene Straßenstück bis zum Haarmarkt genannten Teil der heutigen Rotenturmstraße zwischen Fleischmarkt und Lugeck „Auf dem Steig“ genannt. Spätestens seit 1830 ist es als „Rothe Thurm Straße“ verzeichnet.
Nach dem am 25. Dezember 1857 publizierten Allerhöchsten Handschreiben von Kaiser Franz Joseph I. an den Innenminister betreffend die Schleifung der Stadtmauern wurde die Rotenturmbastei bis zur Biberbastei (ohne diese) samt Rotenturmtor und Laurenzertor vom 29. März bis 12. Juni 1858 als erste abgerissen. Die Gonzagabastei und das Fischertor wurden zwischen 11. April und 9. Juni 1859 geschleift. Im Jahre 1862 wurde Rotenturmstraße zum Namen für die gesamte Straßenverbindung vom Stephansplatz bis zum Donaukanal bestimmt; Haarmarkt und Bischofgasse wurden zu historischen Namen.
An der Fassade des Hauses Rotenturmstraße / Fleischmarkt erinnert ein Mosaik an den Roten Turm. Heute würde der Rote Turm zwischen den seit 1945 nicht mehr existierenden Häusern Rotenturmstraße 26 (bis 1945 Ecke Adlergasse) und 31 (bis 1945 Ecke Kohlmessergasse) liegen, also zwischen der Einmündung der Rotenturmstraße in den Franz-Josefs-Kai und den in seinem Zuge verlaufenden Straßenbahngleisen. Das Neue Rotenturmtor wäre vor den Häusern Franz-Josefs-Kai 13 und 15 auf der Fahrbahn zwischen den Abgängen zur U-Bahn-Station Schwedenplatz und dem Donaukanalufer zu suchen. Das Fischertor läge entweder auf dem Morzinplatz oder im angrenzenden Häuserblock Gonzagagasse 2 und 4.

## Stadtplan

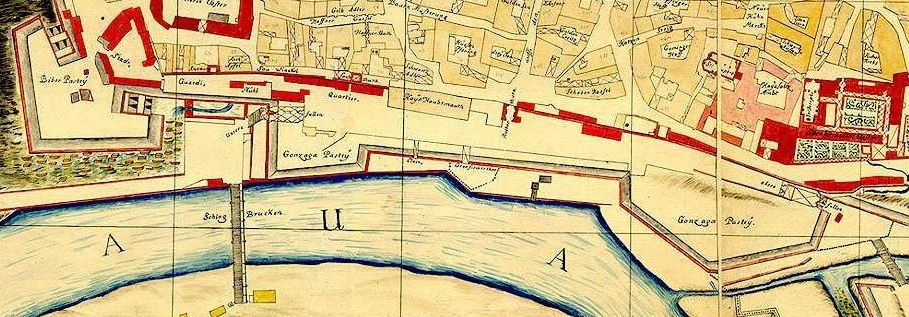
Reproduktion einer Karte von Arnold Steinhausen aus dem Jahre 1710 durch Gustav Adolph Schimmer im Jahre 1847.
Die neue Befestigungsanlage im Vordergrund, dahinter die Linie der mittelalterlichen Stadtmauer, teilweise schon mit Anbauten und Häusern.
Links die Biber-Bastei. In der rechteckigen Ausnehmung nach rechts die „untere Fallen“ (stromabwärts), das spätere (neue) Rotenturmtor. Davor die (kleine) Gonzaga-Bastei die später verschwindet. Ganz rechts die (große) Gonzaga-Bastei. Zwischen ihr und der alten Stadtmauer ist die „obere Fallen“ (stromaufwärts), das spätere Fischertor. In der Mitte der alten Stadtmauer ist der rote Turm mit Durchfahrt. Von der „unteren Fallen“ über die Donau geht die Schlagbrücke. In der rechteckigen Ausnehmung befindet sich in Verlängerung der Brücke später das Laurenzertor.